# Tsutomu Ōhashi
Tsutomu Ōhashi (jap. 大橋 力, Ōhashi Tsutomu; * 1933 in der Präfektur Tochigi) ist ein japanischer Musiker und Wissenschaftler.

## Werdegang
Ōhashi studierte an der Universität Tōhoku, wo er in Landwirtschaft promovierte.
Während seiner Karriere hatte er Positionen wie Ausbilder an der Universität Tsukuba, Professor am Nationalen Institut für Multimedia-Ausbildung (NIME) und an der Technischen Hochschule Chiba und Fachbereichsleiter für Kansei-, Kognitions- und Neurowissenschaften an der Universität Tsukuba inne. Kansei-Wissenschaft ist die Wissenschaft der höheren Gehirnfunktionen und ein interdisziplinäres Forschungsfeld zwischen Naturwissenschaft (z. B. molekulare Neurobiologie), Kunst, Medizin und Neurologie.
Er ist sowohl als Komponist, Dirigent und Produzent tätig wie auch als Wissenschaftler. Zu seinen Forschungsinteressen gehören Klimatologie, Informationswissenschaft, Kansei-Wissenschaft, Produktionsingenieurwesen, Molekularbiologie, künstliches Leben und Anthropologie.
Er ist Präsident am Institut der Wissenschaft und Kultur von Yamashiro sowie Direktor und leitender Forscher der Stiftung für Förderung der internationalen Wissenschaft.
Bekannt ist er außerdem unter dem Namen Shōji Yamashiro (山城 祥二, Yamashiro Shōji). 1974 gründete er die Musikergruppe Geinō Yamashirogumi (芸能山城組), die unter anderem für den Soundtrack des Animeklassikers Akira bekannt ist.
| Personendaten    | Personendaten                                                                     |
| ---------------- | --------------------------------------------------------------------------------- |
| NAME             | Ōhashi, Tsutomu                                                                   |
| ALTERNATIVNAMEN  | 大橋力 (japanisch); Yamashiro Shōji (Pseudonym); 山城 祥二 (japanisch, Pseudonym) |
| KURZBESCHREIBUNG | japanischer Musiker und Wissenschaftler                                           |
| GEBURTSDATUM     | 1933                                                                              |
| GEBURTSORT       | Präfektur Tochigi                                                                 |